# Warszawski Festiwal Pianistów Jazzowych

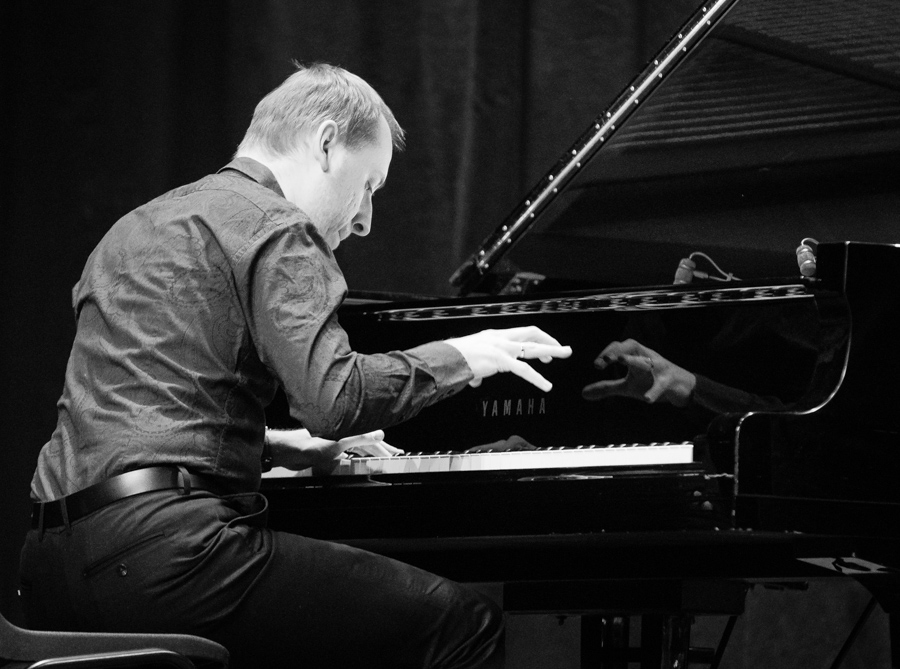
Dominik Wania, laureat z 2005 roku

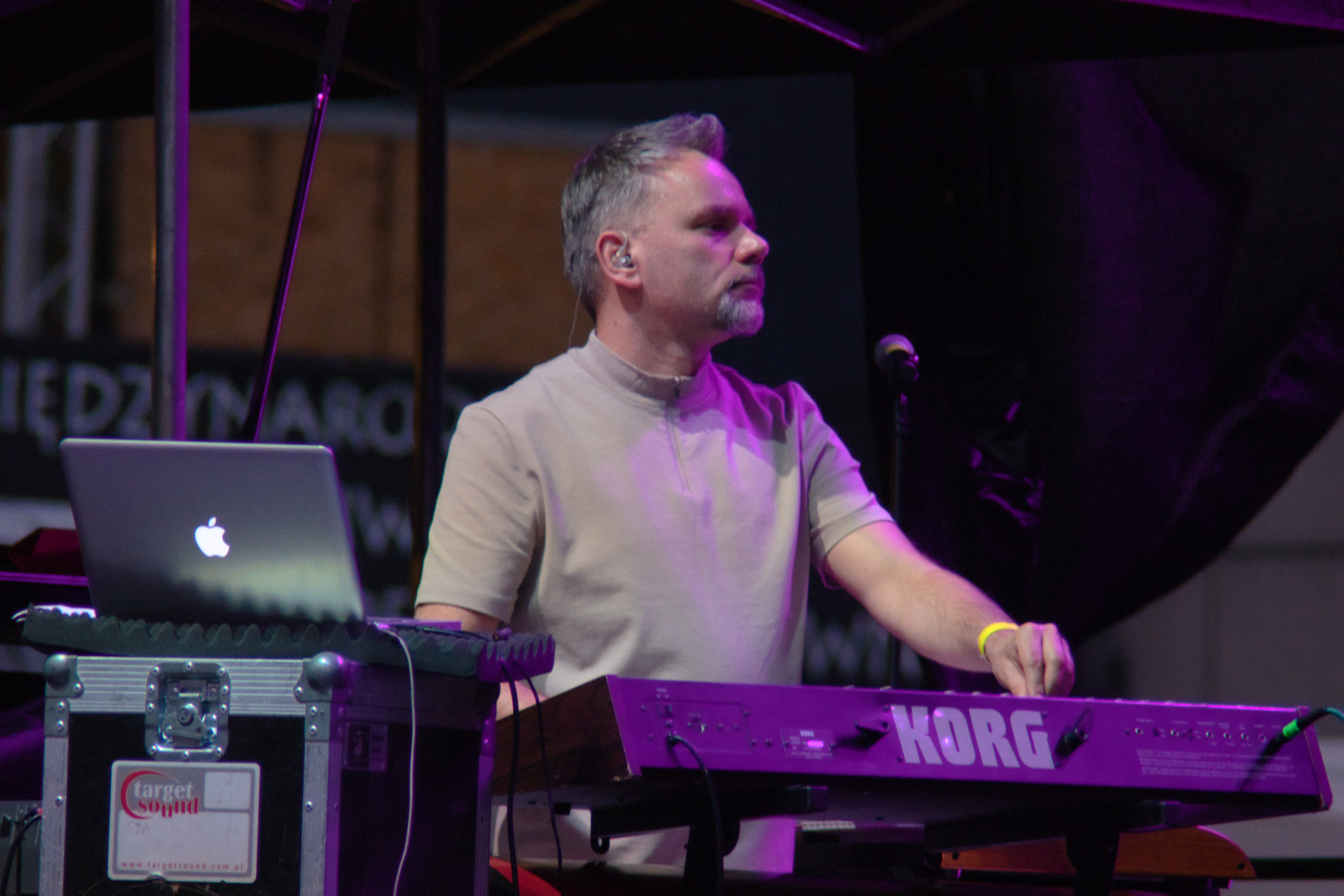
Miłosz Wośko, laureat z 2006 roku

Warszawski Festiwal Pianistów Jazzowych – jazzowy festiwal muzyczny, który odbywał się w latach 2003–2007 w Warszawie.
Głównym organizatorem festiwalu była Fundacja Debiutu Autorskiego, której prezesem jest Jan Kazimierz Siwek. Podczas pięciu edycji Festiwalu wystąpili między innymi tacy muzycy, jak: Adam Makowicz, John Taylor, Andrzej Kurylewicz Trio, Włodek Pawlik, Sławomir Kulpowicz, Bogdan Hołownia, Włodzimierz Nahorny Trio, Krzysztof Herdzin, Sławek Jaskułke Trio, Michał Tokaj Trio, Leszek Możdżer, Simple Acoustic Trio, RGG Trio. Artyści gościli na scenach m.in. w Mazowieckim Instytucie Kultury w Warszawie, a także w Studio Polskiego Radia im. Witolda Lutosławskiego w Warszawie.
Od drugiej edycji imprezy tj. od roku 2004 Festiwalowi towarzyszył Konkurs Pianistów Jazzowych – Debiuty. Laureatami jego Głównej Nagrody byli:
2004 – Kamil Urbański

2005 – Dominik Wania

2006 – ex aequo Miłosz Wośko oraz Dawid Troczewski

2007 – Kuba Płużek
Od samego początku z konkursem związany był polski kompozytor, pianista jazzowy Andrzej Kurylewicz, który w 2004 r. był członkiem jury, a w latach 2005-2006 pełnił funkcję przewodniczącego jury konkursowego. Po śmierci Andrzeja Kurylewicza w 2007 r. kolejnej, 4. edycji Konkursu Pianistów Jazzowych – Debiuty zostało nadane imię kompozytora.